# Cathédrale Saint-François de Xi'an
La cathédrale Saint-François (chinois simplifié : 圣方济主教座堂（南堂） ; chinois traditionnel : 聖方濟主教座堂（南堂） ; pinyin : Shèng Fāngjì zhǔjiào zuòtáng (Nántáng)) est la cathédrale catholique du diocèse de Xi'an en Chine dans le Shaanxi. Elle situe au 17 de la rue Wuxing à Xi'an. Elle est consacrée à saint François.

## Historique
Elle a été construite en 1716 sous la direction du missionnaire italien Ma Daidi, lui-même missionné par Lanxi, évêque catholique italien du Shaanxi. L'église est érigée sur le terrain du temple Dimiao. Elle est reconstruite et agrandie entre 1865 et 1885 par le franciscain italien Fang Qisheng,. Elle a été fermée pendant les persécutions de la révolution culturelle en 1966 et rouverte en 1980.
L'église mêle Renaissance italienne et style chinois.
En son sein, une grande stèle résume l'histoire des missionnaires chrétiens en Chine. Les peintures intérieures mêlent styles occidentaux et chinois (dont un portrait du Christ entouré de motifs chinois). Sur les colonnes sont affichés les 10 commandements en chinois et en anglais.
L'église fête ses 300 ans du 1er au 4 octobre 2016.

## Galerie

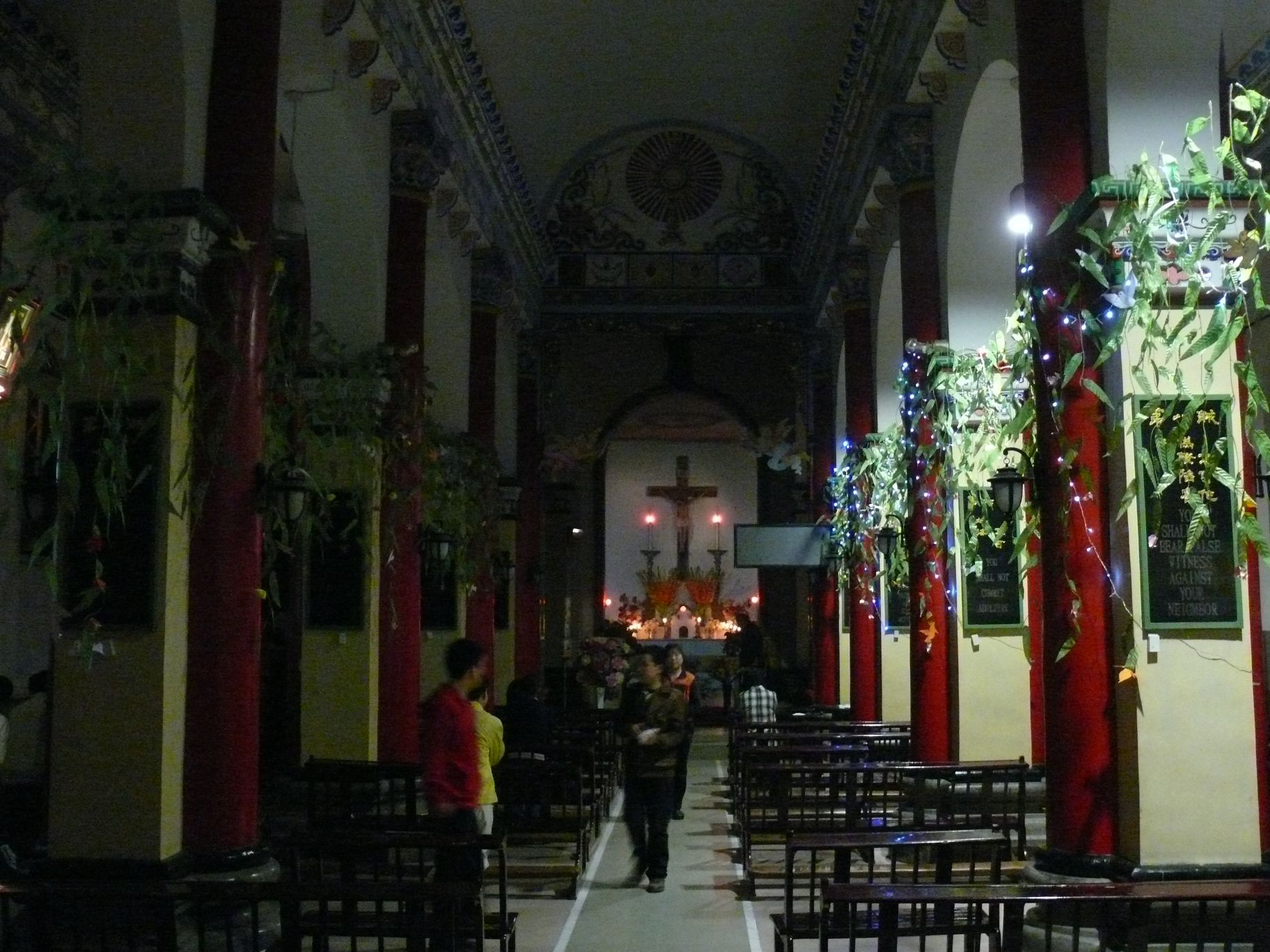
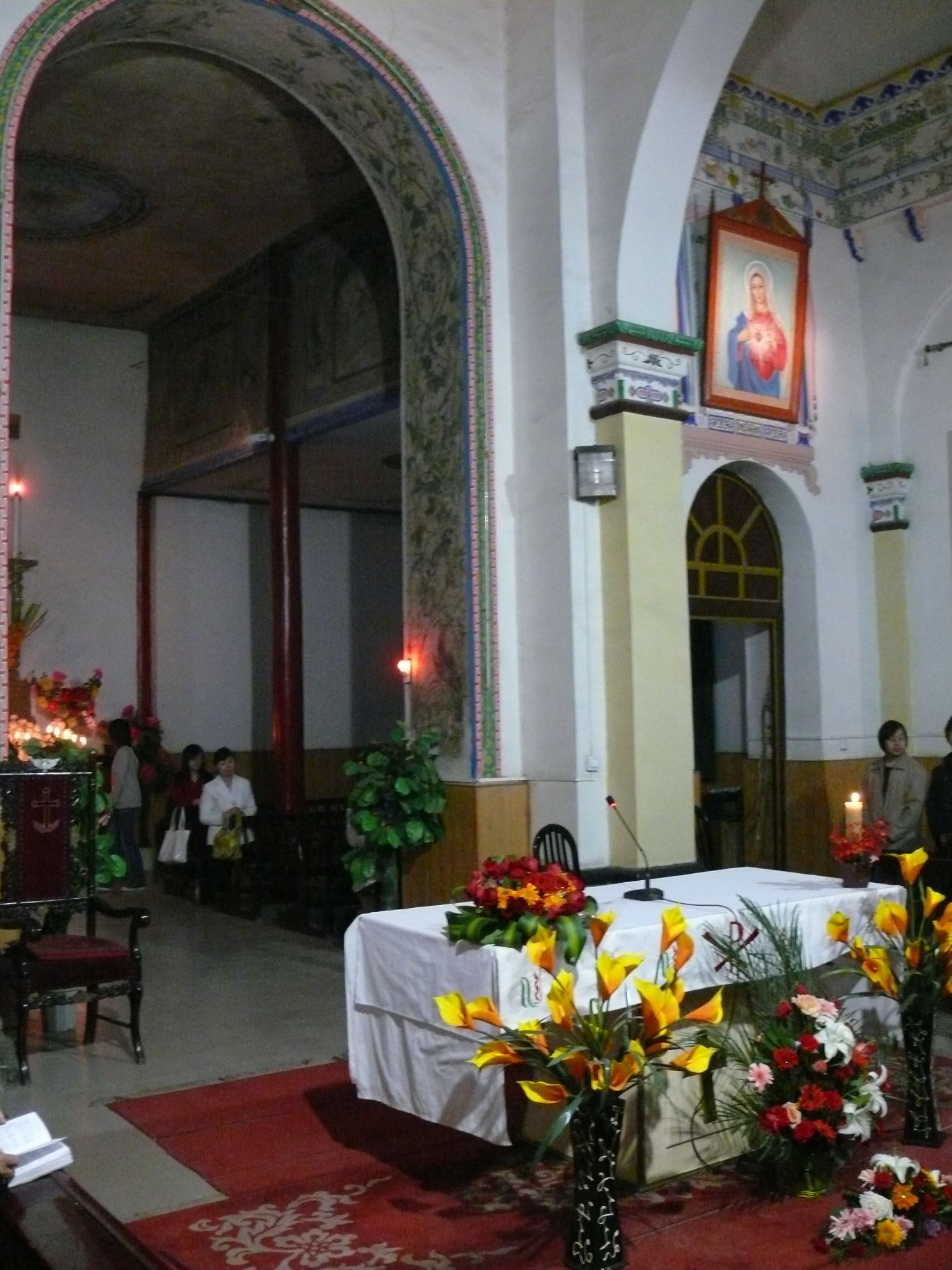
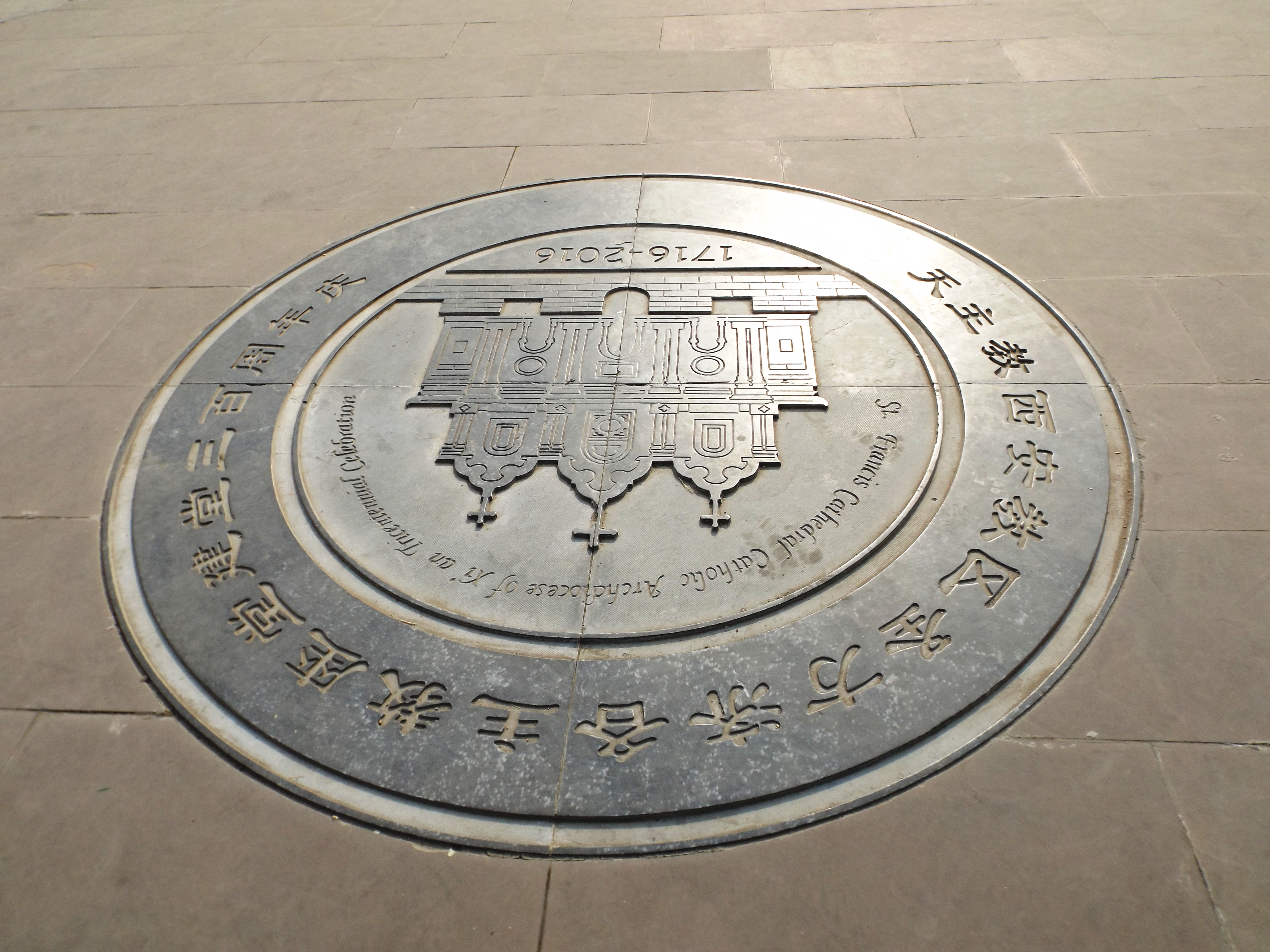
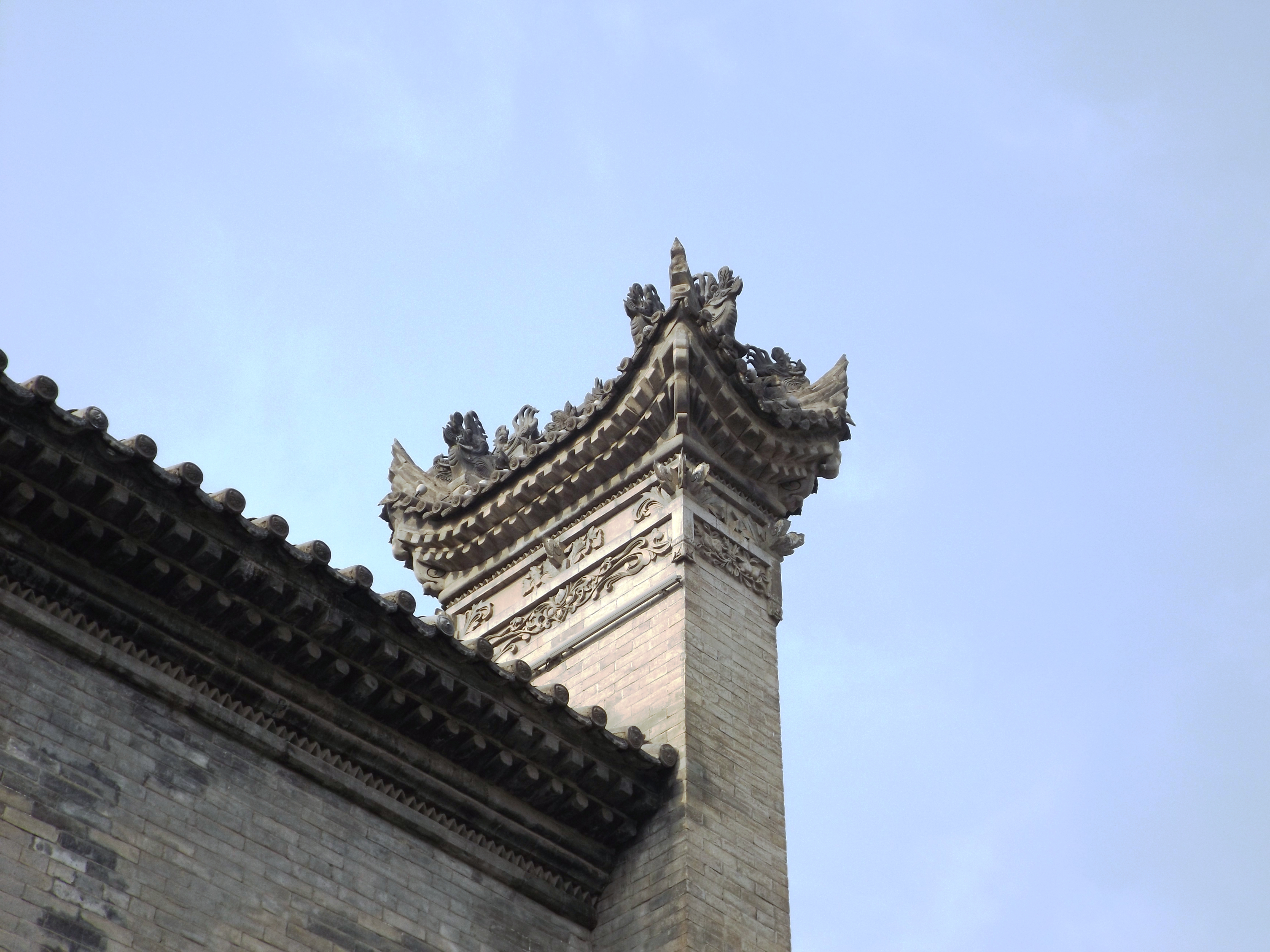